# پیتر هوتن
پیتر هوتن (انگلیسی: Peter Hooten؛ زادهٔ ۲۹ نوامبر ۱۹۵۰) بازیگر اهل ایالات متحده آمریکا است. وی از سال ۱۹۶۸ میلادی تاکنون مشغول فعالیت بوده‌است.
از فیلم‌ها یا برنامه‌های تلویزیونی که وی در آن نقش داشته‌است، می‌توان به خانواده والتون، آن قطار زرهی لعنتی، ارکا، کابوی نیمه‌شب، دکتر مارکوس ولبی ، قبیله‌ها، خیال‌پردازی، سرباز و سال ۲۰۲۰ - گلادیاتورهای آینده اشاره کرد.